# Manon Carpenter
Manon Carpenter (11 de marzo de 1993) es una deportista británica que compite en ciclismo de montaña en la disciplina de descenso. Ganó tres medallas en el Campeonato Mundial de Ciclismo de Montaña entre los años 2012 y 2015.

## Palmarés internacional
| Campeonato Mundial | Campeonato Mundial            | Campeonato Mundial | Campeonato Mundial |
| Año                | Lugar                         | Medalla            | Competición        |
| ------------------ | ----------------------------- | ------------------ | ------------------ |
| 2012               | Leogang/Saalfelden (Austria)  | Medalla de bronce  | Descenso           |
| 2014               | Hafjell/Lillehammer (Noruega) | Medalla de oro     | Descenso           |
| 2015               | Vallnord (Andorra)            | Medalla de plata   | Descenso           |